# Pessada
Pessada (greacă πεσσαδα)) este o localitate în Grecia în prefectura Kefalonia, cunoscută pentru plaja sa.